# Nicocle di Sparta
Nicocle di Sparta (fl. 340–363) è stato un grammatico e retore greco antico.

## Biografia
Colto ellenista, che interpretava allegoricamente i poemi omerici, Nicocle a Costantinopoli diede lezioni di metrica, semantica, critica letteraria, storia, geografia e mitologia all'imperatore Giuliano nel 348, prima che questi rivestisse la porpora imperiale.
Ebbe dei disaccordi con Libanio nel 340 riguardo alla scuola che egli contribuì a fondare mandandogli 40 studenti. In quell'occasione pare che Libanio non abbia avuto la dovuta riconoscenza verso Nicocle. Nel 363 la vecchia ruggine viene dimenticata e i due collaborano di nuovo per il reciproco interesse. Infatti in quell'anno, in occasione dei moti popolari a Costantinopoli che minacciarono la vita del praefectus urbi Domizio Modesto provocando l'ira dell'imperatore, Nicocle venne mandato da Giuliano ad implorare il perdono per la città.
Libanio, dal canto suo, aveva intercesso verso l'imperatore per i moti di Antiochia (che secondo lo stesso Libanio non erano ancora sopiti). Giuliano a tal proposito aveva paventato l'idea di fare di Tarso (alla fine della campagna partica progettata) la nuova capitale del medio oriente romano in vece di Antiochia.
Libanio, in una lettera che indirizza a Nicocle tra maggio e giugno del 363, gli accreditò di aver restaurato il prefetto alla città e gli chiese di appoggiare la sua manovra volta a favore di un non meglio specificato Iulianus precedentemente governatore della Frigia. Questi pare fosse stato nominato censitor ossia ad una carica, al disotto delle sue aspettative, onerosa e priva di ricompense.